# Meierei am Landsberg

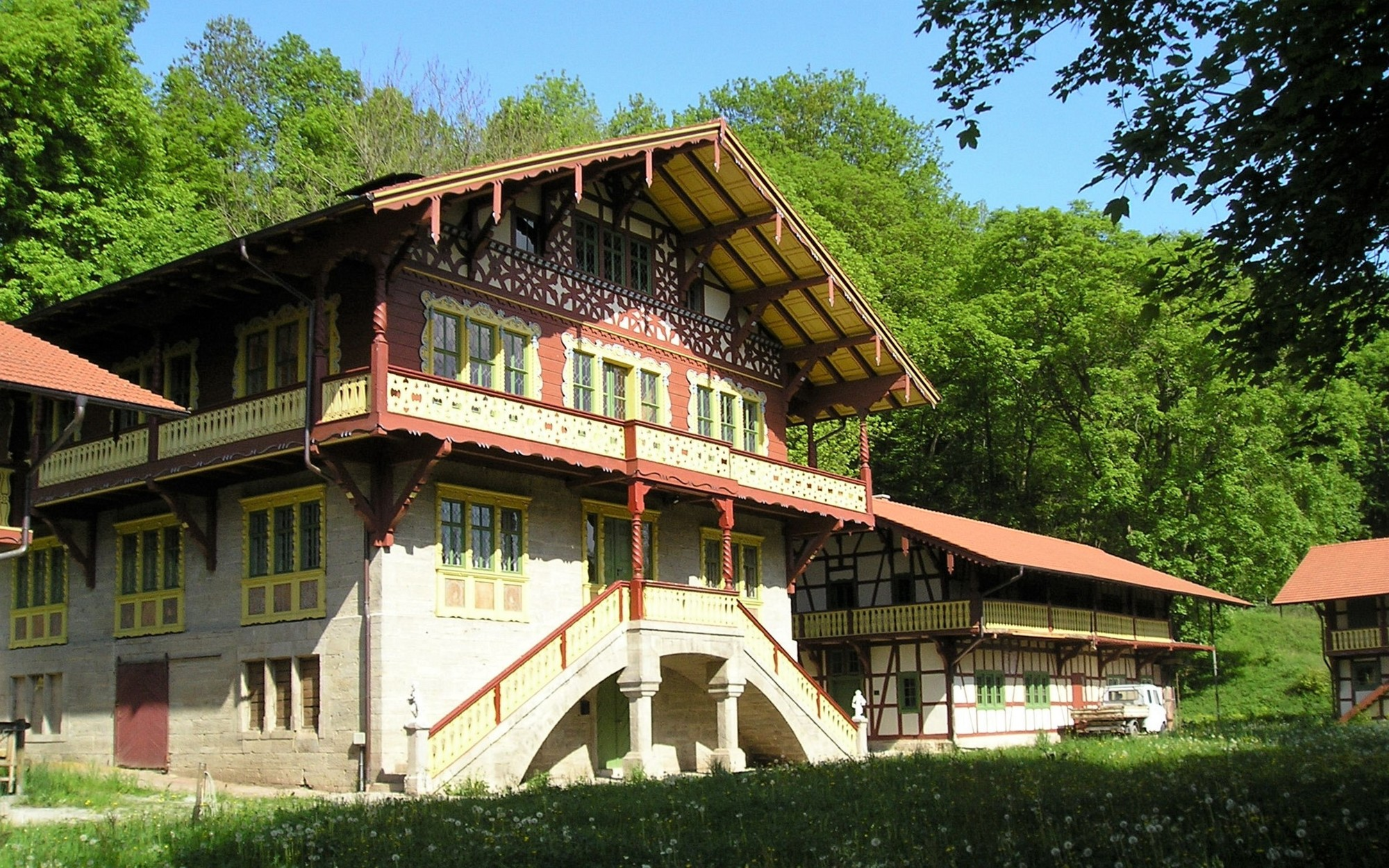
Herrenhaus und Ställe

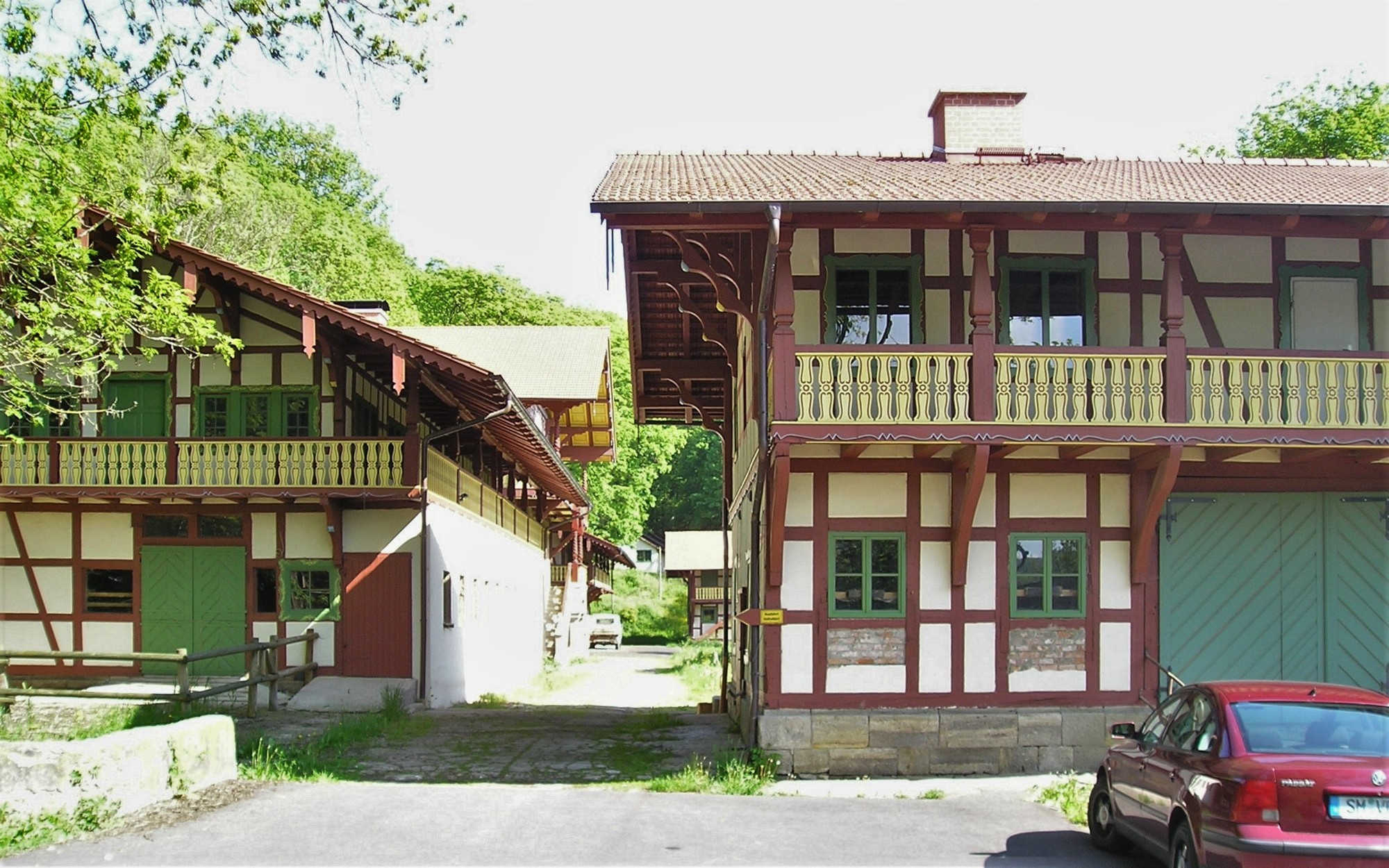
Remise/Werkstatt und ehemaliges Bauernhaus (links)

Die Meierei am Landsberg, auch Gut Landsberg genannt, ist ein ehemaliges herzogliches Gut in der südthüringischen Kreisstadt Meiningen. Das am Fuß des 378 m hohen Landsberg gelegene Anwesen gehörte einst gemeinsam mit dem Schloss Landsberg dem Herzoghaus Sachsen-Meiningen. Die Meierei steht unter Denkmalschutz.

## Beschreibung

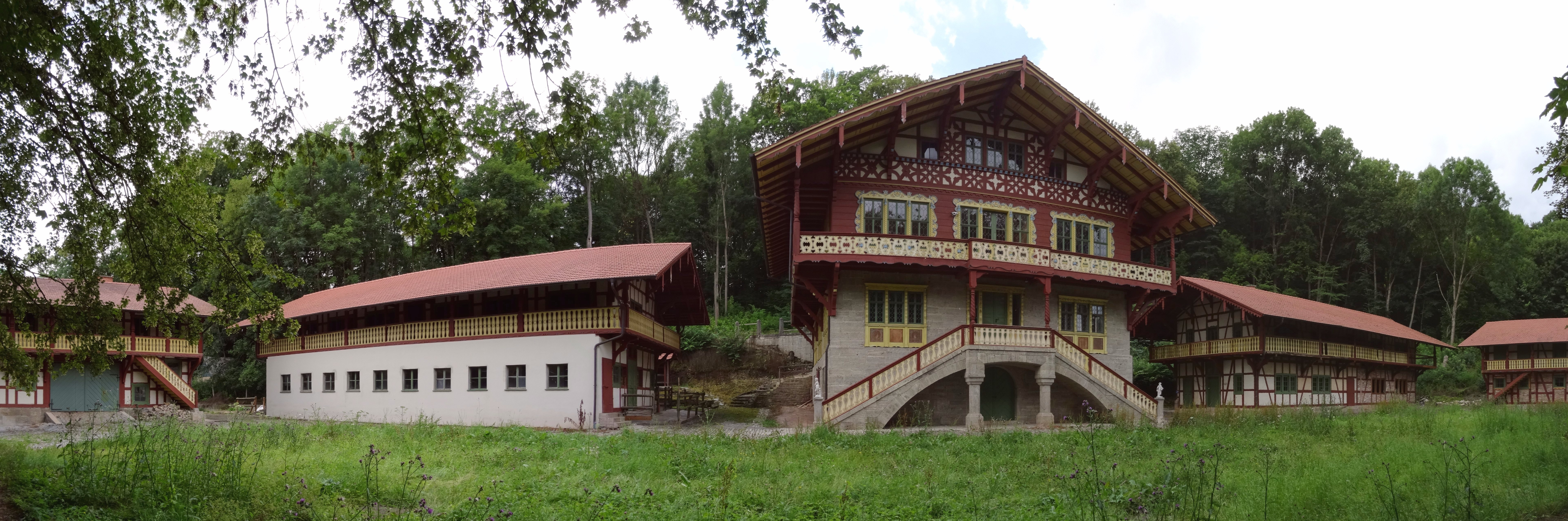

Die Meierei besteht aus einem U-förmig angelegten Gebäudekomplex, der aus vier zweigeschossigen Wirtschaftsgebäuden sowie dem Herrenhaus als Mittelpunkt gebildet wird. Die Architektur ist bei allen Gebäuden im Stil von Schweizer Bergbauernhöfen gehalten und in dieser Form eine Besonderheit in Thüringen. Das Herrenhaus wird von zwei Ställen flankiert, von denen eines zunächst als Bauernhaus mit Schankstube erbaut wurde. Zu den Ställen stehen jeweils im rechten Winkel die Remise mit Schreinerei und ein Gesindehaus. Zur drei Hektar großen Meierei gehörten einst auch ein Bienenhaus, ein Wohnheim und 20 Hektar Land.
Das Herrenhaus hat zirka 500 m² Wohn- und Nutzfläche. Das Erdgeschoss und das erste Obergeschoss bestehen aus massiven Natursteinmauerwerk. Das zweite Obergeschoss sowie das Dachgeschoss sind ebenso wie die Wirtschaftsgebäude in Fachwerkbauweise errichtet worden. Die gemauerten Gefache sind weiß verputzt. Alle Wirtschaftsgebäude besitzen im ersten Obergeschoss, das Herrenhaus im zweiten Obergeschoss eine umlaufende Holzgalerie in Form einer Balustrade und flache, weit überstehende Satteldächer. Die aus Holz gefertigten Fenster- und Türrahmen sowie die Ortgänge und Balkone sind mit reichem Schnitzwerk versehen. Über eine an der Vorderfront des Herrenhauses befindlichen zweiseitigen steinernen Freitreppe mit Holzgeländer, die sich auf zwei steinerne Säulen stützt, gelangt man in das erste Obergeschoss. Dieses kann man bedingt durch die Hanglage des Gebäudes an der Rückseite des Hauses auch ebenerdig erreichen. Das zweite Obergeschoss ist komplett mit Holz verschalt und das Dachgeschoss besitzt ein Schmuckfachwerk. Alle Gebäude wurden in originalen Farbtönen restauriert.

## Geschichte
Die Meierei ging aus einem Gutshof hervor, der bereits im Mittelalter zur Versorgung der Burg Landeswehre angelegt im Besitz der jeweiligen Burgmannen war. Auch nach der Zerstörung der Burg im Bauernkrieg wurde der Hof unter oft wechselnden Besitzern weiterbetrieben. Im Zuge der Erbauung des Schlosses Landsberg erwarb Herzog Bernhard II. neben der Burgruine auch den Wirtschaftshof. Man brach den alten Gutshof weitgehend ab und errichtete an deren Stelle die Meierei. Es entstanden 1836 das Bauernhaus (heute Stall) mit Schankwirtschaft, 1837 Stall und Scheunen und 1842 das Herrenhaus. Vom Herzoghaus unter anderem mit Milchküche und Bäckerei betrieben, war die Meierei viele Jahre ein beliebtes Ausflugsziel der Meininger und ihrer Gäste.
Nach dem Zweiten Weltkrieg trennte man das Anwesen mitsamt seinen Flurstücken vom Schloss Landsberg, und es diente zunächst zur Unterbringung von Umsiedlern aus den deutschen Ostgebieten. Die Schankwirtschaft existierte bis Mitte der 1950er Jahre. Anschließend wurde die Meierei ab 1954 einem Volkseigenen Gut angegliedert, das hier eine Tierzuchtproduktion mit landwirtschaftlicher Lehrlingsausbildung einrichtete. Nach der Wende übernahm ein Alternativhof die Meierei von der Treuhand und die Meierei wurde als Schulbauernhof Gut Landsberg bezeichnet. Kindern, ganze Schulklassen insbesondere aus Großstädten sollte das Leben auf einem Bauernhof nahegebracht werden. Der Alternativhof restaurierte von 2000 bis 2008 mit etwa 550.000 Euro den Gebäudekomplex umfassend und erhielt dafür 2009 den Denkmalschutzpreis des Landkreises Schmalkalden-Meiningen. Die Alternativhof GmbH musste aber anschließend Insolvenz anmelden und eine Meininger Immobilienfirma übernahm das Anwesen. Die landwirtschaftlichen Flächen wurden an einen Agrarbetrieb verkauft, das Wohnheim ging 2015 an den Landkreis. 2016 wurde die Meierei an Markus Demme versteigert. Der Gutshof wurde von Oktober 2016 bis Sommer 2019 aufwändig renoviert, restauriert und weiter ausgebaut. Die Gebäude wurden an den öffentlichen Kanal und die zentrale Wasserversorgung angeschlossen. Im Gesindehaus wurden Ferienwohnungen und Wohnungen für Mitarbeiter, die den Hof unterhalten ausgebaut. Die Stallungen sind hergerichtet, Ziegen, Schweine, Hühner, Gänse und Schafe, insgesamt über 100 Tiere beherbergt der Hof. Der zum Gut gehörige Wald wurde per Nutzungsvertrag mit der Stadt Meiningen als Wanderweg für die Öffentlichkeit erhalten und ist ausgeschildert.